# تایلر فورکس (ویسکانسین)
تایلر فورکس، ویسکانسین (به انگلیسی: Tyler Forks, Wisconsin) یک منطقهٔ مسکونی در ایالات متحده آمریکا است که در شهرستان آیرون (ابهام‌زادیی) واقع شده‌است.

## خصوصیات
تایلر فورکس ۴۵۳٫۸۵ متر بالاتر از سطح دریا واقع شده‌است.